# FK Partizan Tsjerven Bryag
FK Partizan Tsjerven Bryag (Bulgaars: Футболен клуб Партизан Червен бряг) is een Bulgaarse betaaldvoetbalclub uit de stad Tsjerven Brjag, opgericht in 1918.